# Nemesea
Nemesea är ett nederländskt rockband från Groningen som bildades 2002 av sångerskan Manda Ophuis och gitarristen/låtskrivaren Hendrik Jan de Jong. I början var bandet ett symphonic gothic metal-band som många gånger jämfördes med After Forever, men från och med andra albumet In Control (2007) blev musikstilen mer alternativ rock-orienterad med starka inslag av electronica.

## Medlemmar

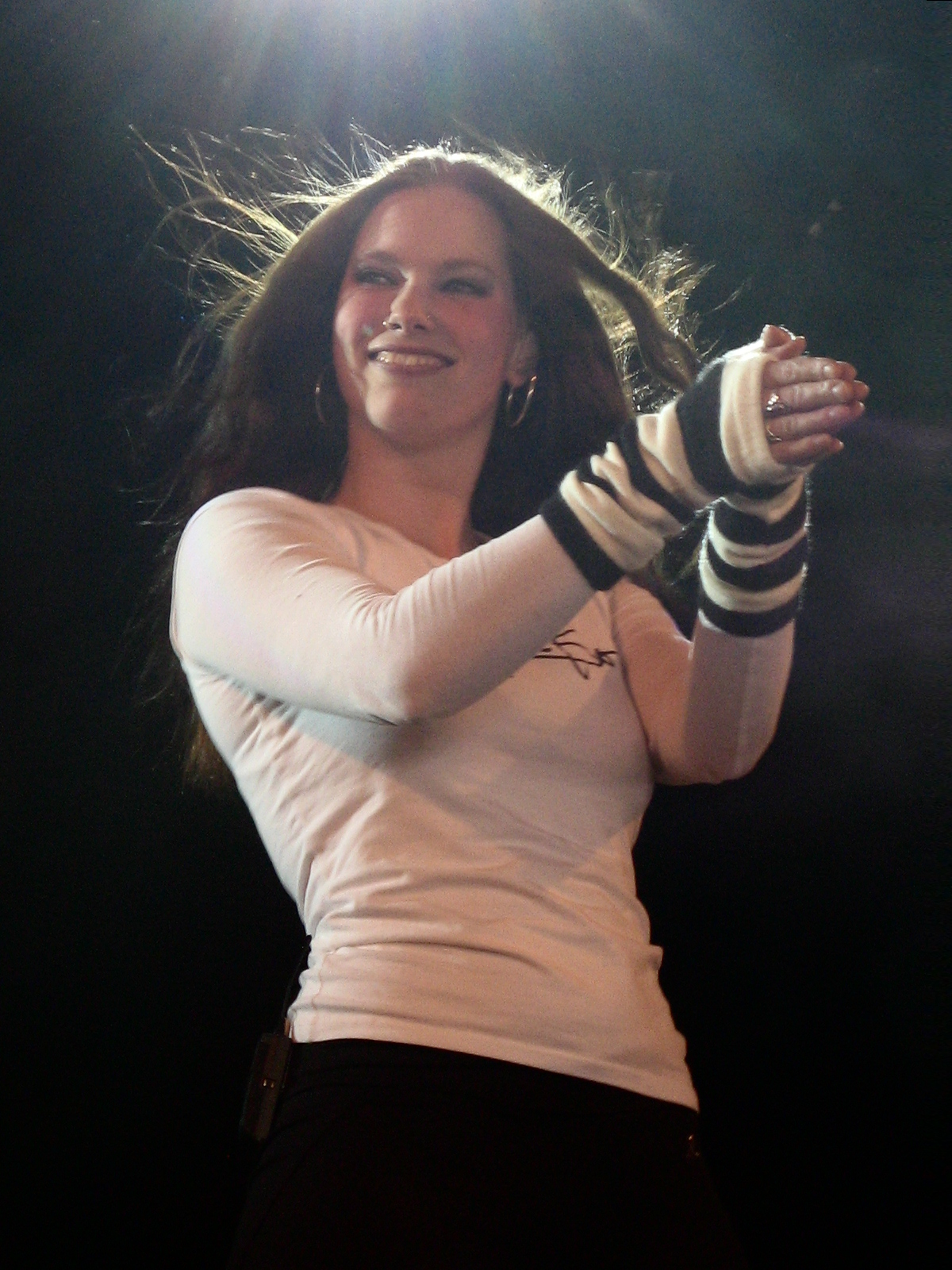
Manda Ophuis, var bandets sångerska fram till 2016.

### Nuvarande
- Sonny Onderwater – basgitarr, keyboard (2002–)
- HJ (Hendrik Jan de Jong) – gitarr, keyboard, sång (2002–)
- Steven Bouma – trummor (2006–2011, 2016–)
- Mathijs Van Til – keyboard (2017–)

### Tidigare medlemmar
- Manda Ophuis – sång (2002–2016)
- Sanne Mieloo – sång (2017–2020)
- Lasse Dellbrugge – keyboard (2007–2015)
- Frank van der Star – trummor (2011–2015)
- Chris Postma – trummor (2002–2005)
- Sander Zoer – trummor (2005–2006)
- Martijn Pronk – gitarr (2002–2007)
- Berto Booijink – keyboard (2002–2007)

## Diskografi

### Studioalbum
- Mana (2004)
- In Control (2007)
- The Quiet Resistance (2011)
- Uprise (2016)
- White Flag (2019)

### Livealbum
- Pure: Live @ P3 (2009)
- Pure: Live @ P3 (2012) (Remixed and remastered)
- In Control 5.1 Surround/Live@P3 5.1 bundle (2015)

### Singlar
- "No More" (2009)
- "Twilight" (2016)
- "Forever (2016)
- "Dance In The Fire" (2017)
- "Hear Me" (2017)
- "Twilight" (2018)
- "Kids With Guns" (2019)
- "Fools Gold" (2019)
- "White Flag" (2019)
- "New Year's Day" (2020)
- "Wake Up!" (2020)
- "Threefold Law 2021" (2021)